# Тренделенбург, Пауль
Па́уль Тре́нделенбург (24 марта 1884, Бонн — 4 ноября 1931, Берлин) — немецкий фармаколог и токсиколог.

## Биография
Сын бывшего профессора из Ростока и лейпцигского хирурга Фридриха Тренделенбурга. Среди его братьев были физиолог Вильгельм Тренделенбург, юрист Фридрих Тренделенбург, юрист Эрнст Тренделенбург и физик Фердинанд Тренделенбург. Пауль посещал гуманитарную школу Фомы в Лейпциге до 1902 года. После этого он изучал медицину в университетах Лейпцига, Гренобля и Фрайбурга. В 1909 году он защитил диссертацию, выполненную под руководством Вальтера Штрауба в Фармакологическом институте Фрайбурга, на тему «Сравнительное исследование механизма действия и интенсивности действия гликозитных сердечных ядов», и получил степень доктора медицины. В 1912 году он также защитил докторскую диссертацию, снова под руководством Штрауба. Он не участвовал в Первой мировой войне из-за болезни, связанной с туберкулезом. Позже он был профессором фармакологии и токсикологии в университетах Тарту (1918), сначала в качестве ординария в Ростоке (с мая 1919 по 1923 год), Фрайбурге-им-Брайсгау (с 1923 по 1927 год) и Берлине (с 1927 года). С 1926 года он был членом правления Немецкого фармакологического общества.
Умер от «хронического туберкулезного заболевания», похоронен на евангелическом кладбище Николассе (нем. Evangelischer Kirchhof Nikolassee) в Берлине.

## Научная деятельность
Тренделенбург особенно много работал в области вегетативной нервной системы и внутренней секреции. Важными являются его исследования в области адреналина, стандартизированных биологических методов измерения гормональных препаратов и работы по гормонам гипоталамуса вазопрессин и окситоцин, в частности. Одним из его наиболее важных открытий было ингибирование морфином перистальтики тонкого кишечника морской свинки. Она привела Ганса Костерлица к его исследованию опиоидов и, наконец, (1975) к открытию эндогенных опиоидов. Статья на 75 страницах, опубликованная в 1917 году в «Архиве экспериментальной патологии и фармакологии», была опубликована в том же журнале в 2006 году, переведена на английский язык, перепечатана с комментарием.
Учебник Тренделенбурга «Основы общего и специального назначения лекарств» вышел семью изданиями, первое — в 1926 году, с третьего по седьмое — посмертно, под редакцией Отто Крайера и Манфреда Кизе.

## Некоторые работы
- Die Hormone. Ihre Physiologie und Pharmakologie. B., 1929—1934. Bd 1-2;
- Гормоны, их физиология и фармакология. М.; Л., 1932—1936. Т. 1-2.